# نيه تاو
نيه تاو (بالصينية: 聂涛) هو لاعب كرة قدم صيني في مركز الدفاع، ولد في 16 يناير 1989 في تيانجين في الصين. لعب مع نادي تيانجين تيدا.

## وصلات خارجية
- نيه تاو على موقع Soccerway.com (الإنجليزية)